# Merinthopodium pendulum
Merinthopodium pendulum är en potatisväxtart som först beskrevs av José Cuatrecasas, och fick sitt nu gällande namn av A.T. Hunziker. Merinthopodium pendulum ingår i släktet Merinthopodium och familjen potatisväxter. Inga underarter finns listade i Catalogue of Life.